# Yoane Wissa
Yoane Wissa (Épinay-sous-Sénart, 3 september 1996) is een Congolees-Frans voetballer die bij voorkeur als aanvaller speelt. Hij verruilde FC Lorient in de zomer van 2021 voor Brentford. In 2020 debuteerde Wissa als international voor Congo-Kinshasa.

## Clubcarrière

### Angers
Angers SCO haalde Wissa in 2016 bij LB Châteauroux, waar hij in de Championnat National acht keer scoorde in 26 wedstrijden. Op 19 november 2016 maakte hij tegen Stade Rennais zijn debuut op het hoogste niveau. Hij speelde slechts twee wedstrijden voor Angers, dat hem vervolgens uitleende aan Laval en AC Ajaccio. Bij laatstgenoemde club was hij in zijn eerste halfjaar goed voor elf goals in 23 wedstrijden, waardoor hij de aandacht van andere clubs trok.

### FC Lorient
In de winter van 2018 trok hij naar Lorient, waarmee hij in 2020 promoveerde naar de Ligue 1. In het promotiejaar kwam hij tot vijftien goals, waarmee hij als derde eindigde op de topscorerslijst. Ook in de Ligue 1 bleef hij vervolgens goed scoren. Hij kwam tot tien goals in 38 competitiewedstrijden.

### FC Brentford
In augustus 2021 maakte Wissa voor vijf seizoenen de overstap naar Brentford, dat tien miljoen euro voor hem betaalde. Hij maakte op 21 augustus tegen Crystal Palace zijn debuut. Op 25 september scoorde hij in een 3-3 gelijkspel tegen Liverpool zijn eerste doelpunt voor de club. Hij vormde twee seizoenen een goed trio met Bryan Mbeumo en Ivan Toney. Na het vertrek van laatstgenoemde werd Wissa van linksbuiten naar spits gehaald, wat zijn doelpuntenproductie ten goede kwam. Twee seizoenen op rij haalde hij daardoor de dubbele cijfers in de Premier League.

## Clubstatistieken
| Seizoen | Club              | Competitie     | Competitie | Competitie | Beker | Beker | Overig | Overig | Totaal | Totaal |
| Seizoen | Club              | Competitie     | Wed.       | Dlp.       | Wed.  | Dlp.  | Dlp.   | Dlp.   | Wed.   | Dlp.   |
| ------- | ----------------- | -------------- | ---------- | ---------- | ----- | ----- | ------ | ------ | ------ | ------ |
| 2015/16 | LB Châteauroux    | National       | 23         | 7          | 3     | 1     | –      | –      | 26     | 8      |
| 2016/17 | Angers            | Ligue 1        | 2          | 0          | 0     | 0     | –      | –      | 2      | 0      |
| 2016/17 | → Stade Lavallois | Ligue 2        | 15         | 2          | 0     | 0     | –      | –      | 15     | 2      |
| 2017/18 | → AC Ajaccio      | Ligue 2        | 20         | 9          | 3     | 2     | –      | –      | 23     | 11     |
| 2017/18 | FC Lorient        | Ligue 2        | 15         | 4          | 1     | 0     | –      | –      | 16     | 4      |
| 2018/19 | FC Lorient        | Ligue 2        | 36         | 6          | 4     | 0     | –      | –      | 40     | 6      |
| 2019/20 | FC Lorient        | Ligue 2        | 28         | 15         | 4     | 1     | –      | –      | 32     | 16     |
| 2020/21 | FC Lorient        | Ligue 1        | 38         | 10         | 2     | 1     | –      | –      | 40     | 11     |
| 2021/22 | Brentford         | Premier League | 30         | 7          | 4     | 3     | –      | –      | 34     | 10     |
| 2022/23 | Brentford         | Premier League | 38         | 7          | 2     | 0     | –      | –      | 40     | 7      |
| 2023/24 | Brentford         | Premier League | 34         | 12         | 2     | 0     | –      | –      | 36     | 12     |
| 2024/25 | Brentford         | Premier League | 26         | 14         | 4     | 1     | –      | –      | 30     | 15     |
| Totaal  | Totaal            | Totaal         | 305        | 93         | 29    | 9     | 0      | 0      | 334    | 102    |

## Interlandcarrière
In oktober 2020 debuteerde Wissa voor Congo-Kinshasa. Op 13 oktober 2020 was hij meteen trefzeker in zijn tweede interland tegen Marokko.